# Bergstapir
Bergstapir (Tapirus pinchaque) är en av de fem arterna av tapirer. Den förekommer i norra Anderna i Sydamerika och är listad som starkt hotad av IUCN, då det uppskattningsvis inte finns mer än 2 500 djur kvar.

## Kännetecken
Bergstapiren, även kallad höglandstapir, är mindre än låglandstapiren och den centralamerikanska tapiren och har en kraftigare päls än dessa, som skydd mot de kalla nätter som kan förekomma i de höglänta områden där den lever. Pälsen är mörkbrun till något svartaktig. På kinderna och strupen kan den vara något ljusare till närmast vitaktig. Den har också vitt på läpparna och öronens kanter. Kroppslängden för ett fullvuxet djur är omkring 180 centimeter, skulderhöjden oftast mellan 75 och 85 centimeter och vikten 150 till 225 kilogram. Svansen är kort. Ungarna har som hos andra tapirer till en början en speciell kamouflagemönstring av prickar och ränder.

## Utbredning
Bergstapiren förekommer i bergstrakter i Peru, Ecuador och Colombia, på höjder mellan 2 000 och 4 400 meter. Dess habitat är främst de alpina gräsmarker som i dessa områden kallas för páramos och molnskogar. I detta avseende skiljer den sig alltså från övriga tapirer, vilka främst lever i regnskogar. På grund av förstörelse av dess livsmiljöer, bland annat genom att de tagits i anspråk som betesmark åt boskap, har artens utbredningsområde blivit alltmer fragmenterat och de olika populationerna mer isolerade från varandra. Ett annat svårt hot mot arten är tjuvjakt.

## Levnadssätt
Bergstapirens främsta föda är gräs och blad, men den äter ett brett urval av olika växter och växtdelar. Den är som andra tapirer i allmänhet ett solitärt djur, undantaget den tid som en hona tillbringar tillsammans med sin unge. Ofta håller djuret sig inom ett speciellt område, som kan överlappa med andra tapirers. Djuren kan förutom med sitt kroppsspråk kommunicera med fnysningar och en rad andra läten. Om två individer stöter på varandra viker den underlägsne vanligen undan, men ibland kan det uppstå konflikter, till exempel mellan två hanar om en hona. Parningen sker vanligen i början på en regnperiod och dräktighetstiden är omkring 13 månader. Ungen diar sin mor i omkring 6 månader. Vid denna tid börjar dess färgteckning också att övergå till det vuxna djurets. Könsmognaden nås vid 3 till 4 års ålder och livslängden kan vara upp till 30 år.